# Harry Lane
Harry Lane (Corvallis, 1855. augusztus 28. – San Francisco, 1917. május 23.) az Amerikai Egyesült Államok szenátora (Oregon, 1913–1917).